# Franco Scoglio
Franco Scoglio (* 2. Mai 1941 in Lipari; † 3. Oktober 2005 in Genua) war ein italienischer Fußballtrainer.
Scoglio begann seine Laufbahn 1972 als Jugendtrainer. Über verschiedene Stationen bei unterklassigen Vereinen kam er 1988 zum italienischen Zweitligisten CFC Genua. Diesen führte er 1990 in die Serie A. Zwischen 1990 und 1998 war er bei insgesamt acht Erst- und Zweitligisten tätig, darunter beim FC Bologna, Udinese Calcio und bei Torino Calcio. Nirgendwo beendete er aber eine ganze Saison.
Im Herbst 1998 wurde er technischer Direktor der Nationalmannschaft Tunesiens. Bei der Afrikameisterschaft 2000 führte er sie auf den vierten Platz. Im Februar 2000 kehrte Scoglio bis zum Ende der Saison 1999/2000 zum CFC Genua zurück. Danach übernahm er das Amt des Trainers der libyschen Fußballnationalmannschaft.
Am 3. Oktober 2005 starb Scoglio während einer Fernsehshow des Privatsenders Primocanale, zu der er als Gast eingeladen war. Während der Sendung hatte er sich über Unwohlsein beklagt. Trotz sofort eingeleiteter Erste-Hilfe-Maßnahmen starb Scoglio in dem privaten Fernsehstudio.
2016 erhielt das Stadion in Messina zu Ehren von Scoglio den Namen Stadio San Filippo – Franco Scoglio.